# Gifford (Florida)
Gifford és una concentració de població designada pel cens dels Estats Units a l'estat de Florida. Segons el cens del 2000 tenia 7.599 habitants.

## Demografia
Segons el cens del 2000, Gifford tenia 7.599 habitants, 3.036 habitatges, i 1.897 famílies. La densitat de població era de 416,2 habitants/km².
Dels 3.036 habitatges en un 26,4% hi vivien nens de menys de 18 anys, en un 37,8% hi vivien parelles casades, en un 20,5% dones solteres, i en un 37,5% no eren unitats familiars. En el 31,9% dels habitatges hi vivien persones soles el 17,9% de les quals corresponia a persones de 65 anys o més que vivien soles. El nombre mitjà de persones vivint en cada habitatge era de 2,42 i el nombre mitjà de persones que vivien en cada família era de 3,03.
Per edats la població es repartia de la següent manera: un 26,2% tenia menys de 18 anys, un 7,9% entre 18 i 24, un 22,8% entre 25 i 44, un 20,2% de 45 a 60 i un 22,9% 65 anys o més.
L'edat mediana era de 40 anys. Per cada 100 dones de 18 o més anys hi havia 80,3 homes.
La renda mediana per habitatge era de 29.438 $ i la renda mediana per família de 35.354 $. Els homes tenien una renda mediana de 25.716 $ mentre que les dones 18.821 $. La renda per capita de la població era de 19.910 $. Entorn del 19,6% de les famílies i el 23,4% de la població estaven per davall del llindar de pobresa.

## Poblacions més properes
El següent diagrama mostra les poblacions més properes.